# Žygimantas Vaičiūnas

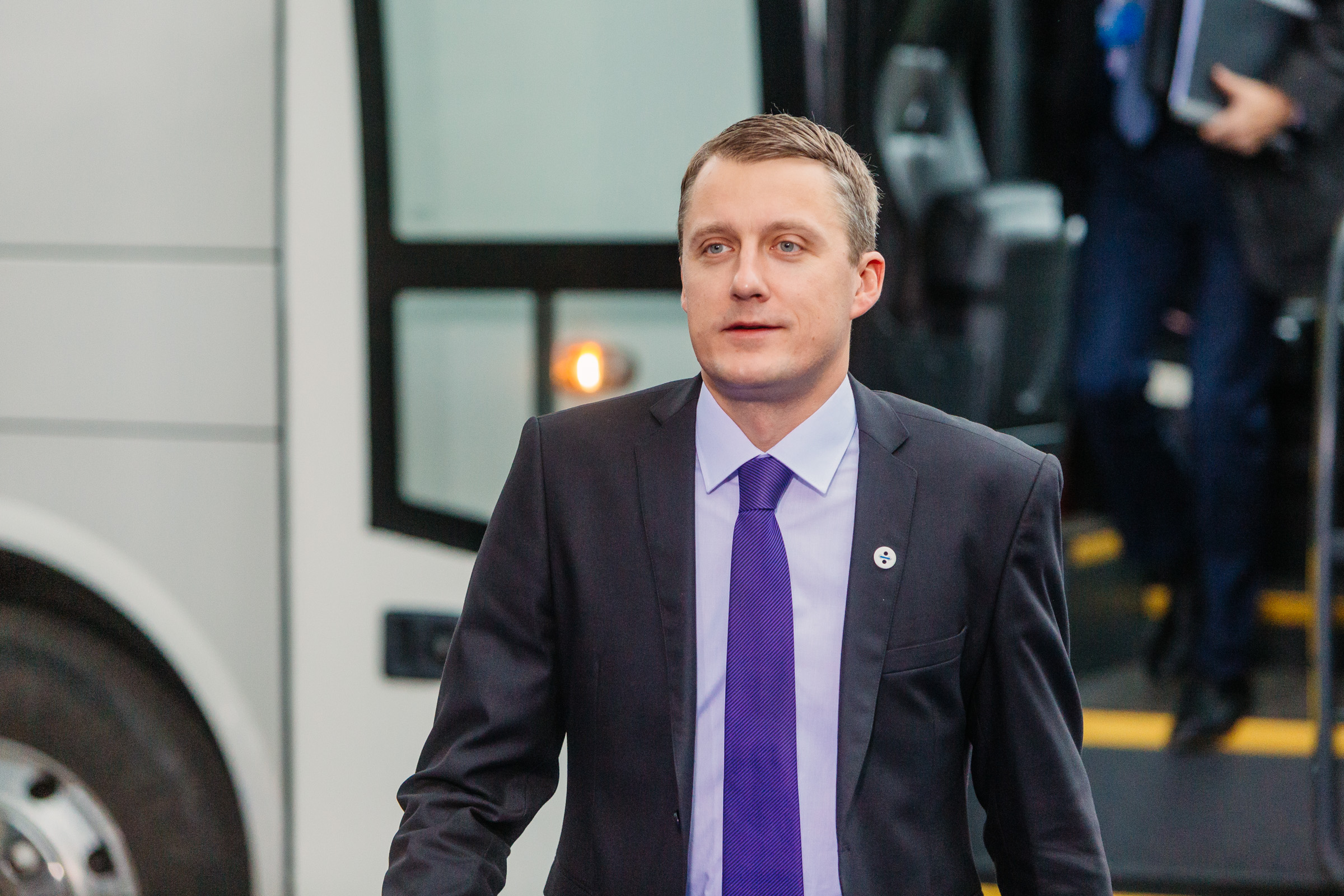
Žygimantas Vaičiūnas (2017)

Žygimantas Vaičiūnas (* 19. Januar 1982 in Šakiai) ist ein litauischer Politiker, ehemaliger Energieminister Litauens, Vizeminister.

## Leben
Nach dem Abitur an der „Varpo“-Mittelschule in Šakiai absolvierte Vaičiūnas von 2000 bis 2004 ein Bachelorstudium der Politikwissenschaft und von 2004 bis 2006 ein Masterstudium European studies an der Vilniaus universitetas. Von 2004 bis 2005 arbeitete er als Analyst bei Vilnius Region Development Agency und von Juni 2005 bis 2009 bei dem Centre for Strategic Studies.
Ab 2011 war Vaičiūnas Vizeminister im Energieministerium Litauens, Stellvertreter von Minister Arvydas Sekmokas im Kabinett Kubilius II. Ab 2014 arbeitete er in der litauischen EU-Vertretung und war Energie-Attaché. Vom 13. Dezember 2016 bis Dezember 2020 war er Energieminister im Kabinett Skvernelis. Von Dezember 2018 bis April 2019 war er auch kommissarischer Umweltminister und leitete das Umweltministerium der Republik Litauen.